# Затвор – Враца
Затвор – Враца е затвор в град Враца, България.
Построен е през 1928 година по италиански образец, като по това време е в покрайнините на града, на пътя към село Бистрец. През 2018 година към него е прехвърлен от Бойчиновци дотогавашният Поправителен дом за непълнолетни младежи.
Местното подразделение на Държавно предприятие „Фонд затворно дело“ експлоатира мебелен цех и две ферми (във Враца и Охрид), главно за овце.